# Список послов России в Вюртемберге
В статье представлен список послов Российской империи при Вюртембергском дворе.
Резиденция российских послов в Королевстве Вюртемберг находилась в Штутгарте. После ходатайства в 1842 году посла князя Александра Горчакова, при российском посольстве был учрежден православный Никольский храм.
19 июля 1914 года дипломатические отношения прекращены после объявления Германией войны России.